# Ytgravitation
Ytgravitationen, g, hos ett astronomiskt eller annat objekt är den gravitationsacceleration som förekommer vid dess yta. Ytgravitation kan ses som en hypotetisk testpartikels acceleration orsakad av gravitation och där testpartikeln är mycket nära objektets yta och har en relativt objektet försumbar massa.
Ytgravitationen mäts i SI-enheter i meter per sekundkvadrat (m/s²). Den kan också uttryckas som en multipel av jordens ytgravitation, g0 = 9,80665 m/s². Inom astrofysiken kan ytgravitationen uttryckas som log g, vilket fås genom att först uttrycka gravitationen i cgs-enheter, där accelerationen uttrycks i centimeter per sekundkvadrat, och sedan  logaritmera med bas 10.